# نادی (شهر)
نادی (به لاتین: Nadi) سومین شهر بزرگ کشور فیجی است که در جزیرهٔ ویتی لوو واقع شده‌است و ۴۲٬۲۸۴ نفر جمعیت دارد.

## خواهرخوانده
شهر آوکلند خواهرخواندهٔ نادی هست.